# Источно од раја
Источно од раја (енгл. East of Eden) је роман америчког књижевника Џона Стајнбека објављен 1952. године. У Србији је преведен 1978. године. За ово дело је Стајнбек добио Нобелову награду за књижевност. 
Објављено у септембру 1952. године, многи сматрају да је дело Стајнбеков најамбициознији роман, а сам Стајнбек његово ремек дело. Стајнбек је рекао о Источно од раја: „У њему има све што сам могао да научим о свом занату или професији свих ових година“, а касније је рекао: „Мислим да је све остало што сам написао било, у извесном смислу, пракса за ово." Роман је првобитно био упућен Стајнбековим младим синовима, Тому и Џону. Стајнбек је желео да им детаљно опише долину Салинас: призоре, звуке, мирисе и боје.
Источно од раја оживљава замршене детаље две породице, Траскова и Хамилтонових, и њихове испреплетене приче. За породицу Хамилтон у роману се каже да је заснована на стварној породици Семјуела Хамилтона, Стејнбековог деде по мајци. Млади Џон Стајнбек се такође накратко појављује у роману као споредан лик.

## Радња романа
Радња је првенствено смештена у долини Салинас у Калифорнији, између почетка двадесетог века и краја Првог светског рата, мада су нека поглавља смештена у местима Конектикат и Масачусетс, а прича сеже још у Амерички грађански рат.
На почетку Источно од раја, пре него што је представио своје ликове, Стајнбек пажљиво успоставља окружење са описом долине Салинас у централној Калифорнији.
Затим износи причу о срдачном проналазачу и фармеру Семјуелу Хамилтону и његовој жени Лизи, имигрантима из Ирске. Он описује како одгајају своје деветоро деце на грубом, неплодном комаду земље. Док деца Хамилтона почињу да расту и напуштају гнездо, богати странац Адам Траск купује најбољи ранч у Долини.
Адамов живот се види у дугом, замршеном флешбеку. Видимо његово бурно детињство на фарми у Конектикату и бруталан третман који је претрпео од свог млађег, али јачег полубрата Чарлса. Адамов и Чарлсов отац, Сајрус, био је ветеран грађанског рата Уније који је рањен у својој првој битци и није могао (или можда није хтео) да се врати у службу; он ипак постаје експерт „генерал фотеље“ који користи своје интелектуално знање о војним пословима и статусу рањеног ветерана да постане војни саветник у Вашингтону.
Као младић, Адам је своје време провео прво у војсци, а затим лутајући земљом. Ухваћен је јер је био скитница, побегао је из окова, и маскрао одећом украденом из продавнице. Касније шаље поруку Чарлсу и тражи 100 долара да плати путовање кући. Адам касније шаље новац у продавницу да плати одећу и штету. Након што се Адам коначно вратио кући на фарму, Чарлс открива да је Сајрус умро и оставио им у наслеђе по 50.000 долара. Чарлс је растрган од страха да Сајрус није поштено дошао до новца.
Паралелна прича представља девојчицу по имену Кети Ејмс, која одраста у граду недалеко од породичне фарме браће. Кети је описана као да има „деформисану душу“; она је зла и ужива у коришћењу и уништавању људи. Она одлази од куће једне вечери након што је запалила кућу своје породице, убивши оба родитеља. Она постаје љубавница господара курви, али он је жестоко туче када схвати да га користи и оставља је да умре на прагу Адама и Чарлса. Чарлс види кроз Кетину "фасаду", али Адам се опсесивно и ирационално заљубљује и ожени је. Међутим, без знања Адама, Кети заводи Чарлса у време свог брака и затрудне са близанцима, остављајући отворено питање да ли је Адам или Чарлс отац близанаца. Она покушава примитиван абортус иглом за плетење и не успева.
Адам – тек венчани и тек богат – сада стиже у Калифорнију и настањује се са трудном Кети у долини Салинас, у близини породичног ранча Хамилтон. Кети не жели да буде мајка нити да остане у Калифорнији. Иако упозорава Адама да не жели да иде у Калифорнију и планира да оде чим буде у могућности, Адам јој казује да ради шта хоће и виче: "Глупост!"
Кети рађа дечаке близанце и убрзо након тога покушава да оде. Адам покушава да је закључа у спаваћој соби да је заустави. Она га убеђује да отвори врата, пуца му у раме и бежи. Адам се опоравља, али пада у дубоку депресију. Он је довољно депримиран да именује и одгаја своје синове. Уз помоћ свог кантонског кувара Лија и Семјуела, помаже Адаму да даде дечацима Арон и Калеб, по различитим ликовима из Библије.
Ли постаје добар пријатељ и усвојени члан породице. Ли, Адам и Семјуел воде дуге филозофске разговоре, посебно о причи о Каину и Авељу, за коју Ли тврди да је погрешно преведена у Библији на енглеском језику. Ли прича о томе како су његови рођаци у Сан Франциску, група кинеских научника, провели две године проучавајући хебрејски како би могли да открију какав је заправо морал приче о Каину и Авељу. Њихово откриће да хебрејска реч тимшел значи „можеш“ постаје важан симбол у роману, што значи да човечанство није ни принуђено да тежи светости нити је осуђено на грех, већ има моћ да изабере свој пут.
У међувремену, Кети је постала проститутка у најугледнијој јавној кући у граду Салинасу. Преименује себе у „Кејт Алби“ и креће у лукав – и успешан – план да се додвори госпођи, убије је и наследи посао. Она свој нови бордел чини злогласним као јазбина сексуалног садизма.
Семјуел коначно умире од старости, али не пре него што открије своје сазнање о Кетином боравишту. Цео град оплакује Хамилтона. Након сахране, Адам посећује Кејт у борделу, како би сам утврдио да је Хамилтоново откривање Кетиног новог живота тачно. Адам схвата да је ова жена која води бордел заиста његова жена. Кејт га одбија од себе и читаве људске расе и показује му слике муштерија јавне куће, свих стубова заједнице. Адам је коначно види онакву каква јесте и сажали је, остављајући Кејт да га мрзи.
Адамови синови, Калеб („Кал“) и Арон – понављајући Каина и Авеља – одрастају несвесни ситуације своје мајке. Они су супротности: Арон је честит и послушан, Кал дивљи и бунтовни. У веома раној младости, Арон упознаје девојку, Абру Бекон, која је из добростојеће породице, и њих двоје се заљубљују. Иако по граду круже гласине да Калова и Аронова мајка није мртва, већ да је још увек у Салинасу, дечаци још не знају да је она Кејт.
Инспирисан Самјуеловом инвентивношћу, Адам започиње несрећни пословни подухват и губи скоро све породично богатство. Дечаци, посебно Арон, ужаснути су што је њихов отац сада градска подсмеха и вршњаци им се ругају због његовог неуспеха.
Док дечаци стижу до краја школских дана, Кал одлучује да се бави пољопривредом, а Арон одлази на колеџ да би постао епископски свештеник. Кал, немиран и измучен кривицом због својих веома људских грешака, избегава све око себе и почиње да лута градом касно у ноћ. Током једног од ових лутања, он открива да му је мајка жива и госпођа бордела. Он оде да је види, а она му злобно каже да су слични. Кал одговара да се једноставно ње плаши и одлази.
Кал одлучује да „купи љубав свог оца“ уласком у посао са Самјуеловим сином Вилом, који је сада успешан трговац аутомобилима. Калов план је да врати очев новац, капитализујући Први светски рат продајом пасуља узгајаног у долини Салинас земљама у Европи за значајну премију. Он успева изнад својих најлуђих очекивања и упакује поклон од 15.000 долара у готовини који планира да поклони Адаму на Дан захвалности.
Арон се враћа са Универзитета Станфорд за празник. У ваздуху се осећа напетост, јер Арон још није рекао њиховом оцу да намерава да напусти факултет. Уместо да дозволи Арону да украде тренутак, Кал даје Адаму новац за вечером, очекујући да ће његов отац бити поносан на њега. Међутим, Адам одбија да га прихвати и каже Калу да га врати сиромашним фармерима које је експлоатисао.
Адам објашњава говорећи: "Био бих тако срећан да си ми дао – па, оно што твој брат има – понос на оно што ради, радост у његовом напретку. Новац, чак и чист новац, се не слаже с тим."
У налету беса и љубоморе, Кал води Арона да види њихову мајку, знајући да ће то бити шок за њега. Наравно, Арон одмах види Кејт каква је и са гађењем устукне од ње. Обузета мржњом према себи, Кејт потписује своје имање Арону и врши самоубиство.
Арон, чији је идеалистички поглед на свет разбијен, пријављује се у војску да би се борио у Првом светском рату. Убијен је у борби у последњој години рата, а Адам пати од можданог удара када чује вест од Лија. Кал, који је започео везу са Ароновом идеализованом девојком, Абром Бејкон, након што је Арон отишао у рат, покушава да је убеди да побегне са њим. Уместо тога, она га наговара да се врати кући.
Роман се завршава тако што Ли моли Адама везаног за кревет и на самрти да опрости свом једином преосталом сину. Адам одговара тако што невербално опрашта Калу, а затим изговара реч тимшел (Тимшел је хебрејска реч која се преводи као „Ти можеш“. Што на први поглед не изгледа толико важно. Мислим зашто је то важно? Зашто би требало да бринете о „можете?“), дајући Калу избор да прекине круг и победи грех.

## Теме
Књига истражује теме изопачености, доброчинства, љубави, борбе за прихватање и величину, способности за самоуништење, кривице и слободе. Повезује ове теме заједно са референцама и многим паралелама са библијском Књигом Постања (нарочито 4. поглавље Постанка, прича о Каину и Авељу).
Стајнбекова инспирација за роман долази из четвртог поглавља Постања, стихова од првог до шеснаестог, који препричава причу о Каину и Абелу. Наслов источно од Едена изабрао је Стајнбек из Постанка, поглавље 4, стих 16: „И изиђе Каин из присуства Господњег, и настани се у земљи Нод, источно од раја“ (Верзија краља Џејмса). 
Друге библијске паралеле у роману укључују:
| Кљига постања, Каин и Авељ                                                          | Источно од раја, Чарлс и Адам | Источно од раја, Калеб и Арон |
| ----------------------------------------------------------------------------------- | --- | --- |
| Каин је „обрадач земље“; Авељ је „чувар оваца“ (Пост. 4:2; превод краља Џејмса)     | Чарлс је фармер који марљиво ради чак и након што је наследио значајно богатство од свог оца, Сајруса.                                                           | Калеб улаже у усеве пасуља. Арон учи да постане свештеник (који се обично пореде са пастирима) |
| Бог одбацује Кајинов дар усева у корист Авељевог јагњета (Пост. 4:3, КЏВ).          | Сајрус преферира поклон свог сина Адама (штене луталицу које је пронашао) него поклон свог другог сина Чарлса (тешко зарађени скупи нож).                        | Адам одбија новац свог сина Калеба и радије би да води добар живот као Арон. |
| Након одбацивања од Бога, Каин убија Авеља (Пост. 4:8, КЦВ).                        | Након што га је њихов отац одбио, Чарлс напада Адама и туче га скоро на смрт. Чарлс тада одлази по секиру, вероватно да убије Адама, али овај успева да побегне. | Након што Адам одбије Калебов новац, он обавештава Арона о борделу њихове мајке. Арон, избезумљен, улази у рат и гине у борби. |
| Бог је ставио клетву и жиг на Каина да одврати друге да га убију (Пост. 4:15, КЏВ). | Чарлс добија тамни ожиљак на челу док покушава да помери стену са својих поља.                                                                                   | Калеб је описан као мрачнији и злокобнијег изгледа од Арона. Такође је вредна пажње чињеница да Адам каже Калебу, „тимшел“, што значи „можеш“. Ово имплицира да би Калеб могао да победи своју злу природу због „жига“ који му је Бог ставио. Молећи да опрости свом сину, Ли такође каже Адаму „Твој син је „обележен“ кривицом“. |
| Каин је једини који има потомство.                                                  | Адам има двоје деце, али у роману се наводи да су деца можда Чарлса.                                                                                             | Арон умире у рату, а Калеб је једини који може да живи и да има децу. |

У роману, Адам, Семјуел и Ли воде значајан разговор у којем схватају да су, пошто је Абел умро пре него што је добио децу, они сами потомци Каина. Међутим, то не одговара тексту Постања, који каже да савремени људи не потичу ни од Каина ни од Авеља, већ од Адамовог и Евиног трећег сина, Сита.

## Ликови
- Породица Траск: Сајрус Траск, госпођа Траск, Алис, Адам, Цхарлес, Арон, Калеб
- Породица Хамилтон: Семјуел Хамилтон, Лиза, Џорџ, Вил, Том, Џо, Лизи, Уна, Деси, Олив, Моли
- Остали ликови: Кети Ејмс, Ли, Абра Бејкон, господин Едвардс, Феј, Етел, Џо Валери

## Стварање дела
Док је писао роман, Стајнбек је прошао кроз низ могућих наслова за књигу, укључујући „Долина Салинас“, радни наслов од почетка; „Моја долина“, након што је један тексашки бизнисмен предложио да је учини универзалнијом; "Доле у долину"; а затим, након што је одлучио да угради библијску алузију директно у наслов, „Каинов знак“. Тек након што је преписао 16 стихова Каина и Авеља у самом тексту, он је са ентузијазмом узео последње три речи последњег стиха: Источно од раја.
„И Каин изиђе из лица Господњег и настани се у земљи Нод, источно од раја. (Књига постања 4:16)
Стајнбек је написао пријатељу након што је завршио свој рукопис: „Завршио сам своју књигу пре недељу дана. [...] Најдужи и сигурно најтежи посао који сам икада урадио... Ставио сам све ствари које сам желео да писати цео свој живот. Ово је "књига". Ако није добра, заваравао сам се све време. Не мислим да ћу престати, али ово је дефинитивна прекретница и осећам се ослобођеним. Пошто сам ово урадио, могу да урадим све што желим. Увек сам чекао ову књигу да буде написан.

## Критика
По објављивању у септембру 1952. године, шира читалачка публика је у срцу привела Источно од раја и брзо га поставила на прво место на листи бестселера белетристике. У писму пријатељу, Стајнбек је написао „Добијам гомилу писама.... Људи пишу као да је то њихова књига.“
Међутим, књижевни критичари нису били тако милостиви. Критичари нису добро прихватили роман, који су га сматрали грубим и неубедљивим, посебно због употребе библијске алузије. Многи критичари су сматрали да је роман одбојан, али задивљујући због приказа насиља и сексуалног садизма. Конкретно, критичари су сматрали да је лик Кејти (и њена бруталност) невероватно одвратан. Други су сматрали да је Стајнбекова филозофија превише јака у роману и тврдили су да је он моралиста. Према критичарима, Стајнбеков приказ добра и зла био је и хиперболичан и превише поједностављен, посебно у лику Кејт.
Осим што су критиковали главне теме романа, други су напали његову конструкцију и наратив. На пример, критичари су били збуњени недостатком јединства у роману док је Стајнбек покушавао да угради приче две породице. Многи су сматрали да је нарација у првом лицу ометајућа, јер се појављује недоследно кроз роман. Критичари су такође омаловажавали симболику као очигледну, наратив као неорганизовану, а ликове као нереалне.
Ови аспекти су оно што је читалачка публика волела, и оно што је сада широко признато од стране књижевних критичара. Источно од раја постао је инстант бестселер у новембру 1952. године, месец дана након што је објављен, и сада се сматра једним од Стајнбекових најбољих достигнућа. Сваке године се прода око 50.000 примерака романа. Његова популарност је поново нагло порасла 2003. године након што је проглашен за избор Oprah's Book Club; заузео је друго место на листи најпродаванијих и остаје изузетно популаран међу широм читалачком публиком.

## Адаптације
Године 1955. је снимљен филм по књизи а главне улоге су тумачили Џули Харис и Џејмс Дин. Минисерија је направљена 1981. године. 